# 노리 데이트
노리 데이트(法 DATE, 일본어: 法  デート ノリ デイト[*], 영어: Nori Date, 1998년 9월 21일 ~ )는 일본의 여성 종합격투가 · 프로 레슬러이다. 대한민국에서는 노리 다테로 불리는 경우가 많다. 현재는 PRAVAJRA 소속으로 NØRI라는 링 네임으로 활동하고 있다. 이전에는 Team DATE 소속으로 法 DATE(노리 데이트)라는 이름으로 활동했었다.

## 약력

### 젊은 시절
2005년 7월 만 6세의 나이로 격투기를 시작했다. 낯가림 없이 불필요한 말까지 자주 하는 아이였지만 인근의 아는 사람으로부터 부당한 괴롭힘을 당하면서 인생의 힘든 시기를 보냈다. 하지만 만 12세 때 "마하라자 카루리카"라고 불리는 인도 왕족 무술을 백본으로 하는 Team DATE에 입문, 본격적인 무술 수련을 통해 강해짐으로써 극복했다. 2013년 만 14세 때 부모님의 적극적인 지원으로 아마추어 입식 격투기 무대에 데뷔, 본격적인 선수 생활을 시작했다.

### 2014년~2015년
2014년 2월 2일 만 14세 때 무에타이 대회 Muay Thai Open 26에 출전, 루미나 게이를 상대로 프로 데뷔전을 치렀고 판정승 했다.
2015년 6월 21일 Shoot Boxing 2015 SB 30th Anniversary: Act 3 대회에서 슛복싱 플라이급 챔피언 출신 다카하시 아이와 대등하게 싸웠지만 판정패 했다. (다카하시 아이는 2013년 2월 22일 도쿄 코라쿠엔 홀에서 개최된 Shoot Boxing 2013 act.1 대회에서 대한민국의 전찬미를 3라운드 TKO로 꺽은 바 있다.) 11월 22일 만 17세의 나이로 프로 종합격투기 단체 딥의 여성부 대회 Deep Jewels 10 대회에서 프로 종합격투기 데뷔전을 치렀다. 상대는 일본 스트로급 최고의 강자 중 한명인 후지노 에미로 3라운드까지 선전했음에도 판정패 했다.

### 2016년
3월 J-Fight & J-Girls 2016 1st 대회에서 여성 킥복싱계의 강자 Crusher 마츠가와 게이코와 -54.5 kg 타이틀 도전자 결정 토너먼트 결승전을 치를 예정이었으나 독감으로 인해 시합을 치르지 못하고 기권했다. 따라서 타이틀 도전권을 잃게 됐다.3월 5일 Deep Jewels 12 대회에서 스트로급 강자 이노우에 미즈키에게 불과 1라운드 3분 12초 만에 암바로 패하고 말았다. 데뷔전에서 후지노 에미에게 대등히 싸우며 판정패 한 결과에 비하면 무척 실망스런 결과였다. 하지만 6월 5일 Deep Jewels 12 대회에서 오야 유코를 상대로 판정승, 데뷔 후 3전 만에 첫 승리를 거뒀다. 7월 2일 중국에서 개최된 대한민국의 종합격투기 대회 Road FC 032에 참전, 중국의 린 허친을 상대로 판정패 했다. 하지만 중계진은 조금 더 보완이 되면 좋은 선수가 될 수 있는 자질을 갖춘 선수로 평가했고, 하나와 함께 로드 FC에서 큰 인기를 끌 수 있는 요소를 갖춘 선수로 평가했다. 11월 2일 Deep Jewels 14 대회에서 이즈카 다카오를 상대로 통쾌한 1라운드 TKO승을 거두었다.

### 2017년
3월 26일 고라쿠엔 홀에서 개최된 Ice ribbon March 2017에 등장, 4월부터 여성 프로레슬링 단체 「아이스 리본」 겸임 소속으로 프로 레슬링 데뷔를 한다는 소식이 발표됐다. 아이스리본의 코치 겸 단체 대표 후지모토 츠카사와는 같은 센다이 출신인 것으로 알려졌다. 데뷔전이 「후지타 아카네 & 노리 데이트」 vs. 「토토로 사츠키 & 나오 데이트」의 태그 매치로 발표되면서 MMA를 병행하겠느냐는 기자의 질문을 받았고, 이에 그녀는 "종합격투기 단체에서 출전 제의가 온다면 프로 레슬러로서의 자부심을 갖고 출전하겠다"라고 답변했다. 이 답변은 나머지 3명(하나 데이트, 카렌 데이트, 나오 데이트)의 호응을 얻어냈다. 4월 18일 행해진 기자회견에서는 "(룰 적으로) 격투기보다 여러 가지를 할 수 있다"라며 프로 레슬링의 재미에 대해서 이야기 했다. 4월 24일, 고라쿠엔 홀에서 개최된 Ice Ribbon Festival 2017 대회에서 프로레슬링 데뷔전을 가졌다. 후지타 아카네와 한 팀을 이뤄 「토토로 사츠키 & 나오 데이트」 팀과 대결을 펼쳤고 노리의 돌려 차기와 미들 킥으로 토토로 사츠키에 3 카운트를 빼앗아 승리했다. 4월 29일 사이타마에서 개최된 Ice Ribbon 799 대회에서 데뷔 2전째를 가졌다. 후지타 아카네와 한 팀을 이뤄 「호시 하무코 & 나오 데이트」 팀과 대결을 펼쳤으나 노리가 호시 하무코에게 3 카운트를 빼앗겨 패배했다. 5월 5일 요코하마에서 개최된 Yokohama Ribbon 2017GWⅡ 대회에서는 처음으로 Team DATE 4자매 전원이 한 팀을 이뤄 태그 매치에 출전, 「나가사키 마루코 & 데킬라 사미 & 마츠야 우노 & 토토로 사츠키」의 팀에 승리했다. 이 태그 매치에서는 노리가 데킬라 사미에게 항복을 받아냈다. 11월 23일 나가사키 마루코 전에서의 부상 이후 장기 결장이 계속되었다.

### 2018년
7월 7일 일본발 육성형 무도 엔터테인먼트 Seiza의 창단 세번째 대회 SEI☆ZA 3rd Round: ~Midsummer Night Star~ (Team DATE vs, Team SEI☆ZA) 에 참가했다. 종합격투기 규칙과는 많이 다른 Seiza의 맞춤 규칙으로 치러진 이 대회에서 노리는 하나, 카렌, 나오와 함께 팀(Team DATE)으로서 Team SEI☆ZA와 4 vs. 4 승자 토너먼트 진출전을 펼쳤고, 최종전까지 가는 접전끝에 승리했다. 개인 성적에서는 우승을 결정 짓는 제 7 경기 토너먼트 결승 대장전에서 승리, 단 1번의 승리로 Team DATE에 승리를 안겨주었다.

### 2019년
결장중인 상태에서 2월 28일자로 아이스 리본을 탈퇴한 것으로 발표되었다. 이후에도 결장중인 상태가 계속되었지만, 9월 28일 판크라스 신 키바 STUDIO COAST 대회 "여자 스트로급 잠정 챔피언 결정 4인 토너먼트' 출전이 발표되었다. 이것은 노리에게 1년 10개월 만의 복귀전이 되는 것이었다. 하지만 전날 계체량에서 규정 무게를 3.2 kg 오버한 후, 재계체량에서도 허용 체중 및 계약 중량의 범위에 들지 않았기 때문에 실격되었고, 경기는 중단되었다. 5월 30일 라이카 에미코를 3-0 판정으로 물리치고 판크라스 첫 승리를 거두었다. 이후 6월 27일자로 "Team DATE"를 탈퇴했다. 7월 12일 카렌 데이트와 함께 새로운 팀 "PRAVAJRA" 이적과 새로운 링 네임 "NØRI"("노리")로 개명을 발표하고 동시에 트위터와 인스타그램 계정을 개설했다.

## 인물
- 다테 노리(伊達法)라는 이름으로 활동하다가,[17] 2014년 Team DATE 소속 전 선수의 개명에 맞추어 노리 데이트(華 DATE)로 개명했다. 덧붙이자면 팀 이름 「팀 데이트」(Team DATE)의 「데이트」(DATE)는 코치의 성(姓)인 다테(伊達)」의 영어 표기 DATE를 데이트로 칭해 붙인 것이며 소속 선수들의 이름에 모두 「데이트」(DATE)를 붙인 것은 팀의 결속을 높이기 위해서라는 것이 정설이다.
- 후지모토 츠카사에게 '연체 동물'이라고 불릴 정도로 몸이 굉장히 부드럽다.[18]
- Team DATE 4자매 중 유일하게 갈색 머리를 갖고 있다.

## 종합격투기 전적
| 프로 종합격투기 전적 | 프로 종합격투기 전적 | 프로 종합격투기 전적 | 프로 종합격투기 전적 | 프로 종합격투기 전적 | 프로 종합격투기 전적 | 프로 종합격투기 전적 | 프로 종합격투기 전적 |
| -------------------- | -------------------- | -------------------- | -------------------- | -------------------- | -------------------- | -------------------- | -------------------- |
| 8 시합               | (T)KO                | 항복                 | 판정                 | 실격                 | 그 밖                | 비김                 | 무효                 |
| 4 승                 | 2                    | 0                    | 2                    | 0                    | 0                    | 0                    | 0                    |
| 4 패                 | 0                    | 1                    | 3                    | 0                    | 0                    | 0                    | 0                    |

| Res. | 누적 전적 | 상대             | 방식                  | 대회                  | 날짜       | 라운드 | 시간 | 장소                | 비고           |
| ---- | --------- | ---------------- | --------------------- | --------------------- | ---------- | ------ | ---- | ------------------- | -------------- |
| 승   | 4-4-0     | 라이카 에미코    | 판정 (3-0)            | PANCRASE 321          | 2021.05.30 | 3      | 5:00 | 신키바 STUDIO COAST | 플라이급 매치  |
| 패   | 3-4-0     | 스즈키 마리야    | 판정 (1-2)            | PANCRASE 311          | 2019.12.08 | 3      | 3:00 | 신키바 STUDIO COAST | 플라이급 매치  |
| 승   | 3-3-0     | 이즈카 다카오    | TKO (바디킥 & 파운딩) | Deep Jewels 14        | 2016.11.02 | 1      | 0:48 | 신주쿠 페이스       | -57 kg 매치    |
| 패   | 2-3-0     | 린허친           | 판정 (0-3)            | Road FC 032           | 2016.07.02 | 2      | 5:00 | 후난 국제 전시센터  | -56 kg 매치    |
| 승   | 2-2-0     | 오야 유코        | 판정 (3-0)            | Deep Jewels 12        | 2016.06.04 | 2      | 5:00 | 신주쿠 페이스       | -54 kg 매치    |
| 패   | 1-2-0     | 이노우에 미즈키  | 서브미션 (암바)       | Deep Jewels 11        | 2016.03.05 | 1      | 3:12 | 신주쿠 페이스       | 스트로급 매치  |
| 패   | 1-1-0     | 후지노 에미      | 판정 (0-3)            | Deep Jewels 10        | 2015.11.22 | 3      | 5:00 | 신주쿠 페이스       | 스토로급 매치  |
| 승   | 1-0-0     | 펑키 몽키 시마다 | TKO (펀치)            | T-Rex: 1막 Bonustrack | 2015.09.13 | 1      | 1:58 | 다치카와 콜로세움   | 스트로급 매치1 |

1. 스트로급 토너먼트 준결승전. 여기에서 승리한 노리와 부전승으로 올라온 동문 하나와의 결승전은 서로의 의사에 따라 치러지지 않았고 노리 데이트 우승, 하나 데이트 준우승으로 대회가 마무리 되었다. 이로서 노리는 하나와 함께 T-REX의 대표로 Deep Jewels 10 대회에 참전하는 자격을 얻게 되었다.

※ Seiza 프로페셔널 맞춤규칙
| Res. | 누적 전적 | 상대        | 방식 | 대회             | 날짜       | 라운드 | 시간 | 장소        | 비고        |
| ---- | --------- | ----------- | ---- | ---------------- | ---------- | ------ | ---- | ----------- | ----------- |
| 승   | 1-0-0     | 타바타 힛치 | 한판 | SEI☆ZA 3rd Round | 2017.07.28 | 1      | 2:52 | 고라쿠엔 홀 | -65 kg 매치 |

※ 아마추어 그래플링 규칙
| Res. | 누적 전적 | 상대        | 방식 | 대회              | 날짜       | 라운드 | 시간 | 장소          | 비고        |
| ---- | --------- | ----------- | ---- | ----------------- | ---------- | ------ | ---- | ------------- | ----------- |
| 무   | 1-0-0     | 나부 유카리 | 판정 | ZST CHALLENGE 137 | 2015.02.22 | 2      | 3:00 | 딥퍼 아리아케 | -58 kg 매치 |

## 킥복싱 전적
| 9 시합 | (T)KO | 판정 | 그 밖 | 비김 | 무효 |
| 6 승   |       | 6    | 0     | 1    | 0    |
| 2 패   | 0     | 2    | 0     | 1    | 0    |

| Res. | 누적 전적 | 상대            | 방식             | 대회                                   | 날짜       | 라운드 | 시간 | 장소          | 비고           |
| ---- | --------- | --------------- | ---------------- | -------------------------------------- | ---------- | ------ | ---- | ------------- | -------------- |
| -    | 6-1-0     | 마츠가와 게이코 | Crusher의 부전승 | J-파이트 & J-걸스 2016 1st             | 2016.03.27 | -      | -    | 신주쿠 페이스 | -54.5 kg 매치1 |
| 승   | 6-1-0     | 유리            | 판정 (3-0)       | J-파이트 & J-걸스 2015 5th             | 2015.10.10 | 3      | 3:00 | 신주쿠 페이스 | -54.5 kg 매치2 |
| 승   | 5-1-0     | 사사키 미이리   | 판정 (3-0)       | 무에타이 오픈 31                       | 2015.06.28 | 3      | 2:00 | 신주쿠 페이스 | -54 kg 매치    |
| 패   | 4-1-0     | 다카하시 아이   | 판정 (0-3)       | 슛 복싱 2015 SB 30주년: 3막            | 2015.06.21 | 3      | 3:00 | 고라쿠엔 홀   | 스트로급 매치  |
| 승   | 4-0-0     | 와노            | 판정 (3-0)       | 여자 페스티벌 2015: ~J-걸스 x 슛 복싱~ | 2015.05.24 | 3      | 3:00 | 신주쿠 페이스 | 스토로급 매치  |
| 승   | 3-0-0     | 이오리          | 판정 (3-0)       | 빅뱅 퓨처 12                           | 2014.10.12 | 3      | 2:00 | 신주쿠 페이스 |                |
| 패   | 4-1-0     | 사쿠라이 미나   | 판정 (0-2)       | 슛 복싱 2014: 4막                      | 2014.09.20 | 3      | 3:00 | 고라쿠엔 홀   | 스트로급 매치  |
| 승   | 2-0-0     | 와노            | 판정 (3-0)       | J-네트워크 J-파이트 & J-걸스 2014 2    | 2014.04.13 | 3      | 2:00 | 신주쿠 페이스 |                |
| 승   | 1-0-0     | 루미나 게이     | 판정 (2-1)       | 무에타이 오픈 26                       | 2014.02.02 | 3      | 2:00 | 신주쿠 페이스 |                |

1. -54.5 kg 타이틀 도전자 결정 토너먼트 결승전. 노리의 독감에 의한 기권으로 Crusher가 부전승, 타이틀 도전권을 획득하게 되었다.
2. -54.5 kg 타이틀 도전자 결정 토너먼트 준결승전.
아마추어
| Res. | 누적 전적 | 상대            | 방식       | 대회                                      | 날짜       | 라운드 | 시간 | 장소          | 비고            |
| ---- | --------- | --------------- | ---------- | ----------------------------------------- | ---------- | ------ | ---- | ------------- | --------------- |
| 승   | 4-0-0     | 고토 아사       | 판정 (3-0) | 제8회 J-네트워크 아마추어 전일본 챔피언십 | 2013.11.03 | 1      | 2:00 | 골드 짐       | -54 kg T 결승   |
| 승   | 3-0-0     | 무로나가 마오   | 판정 (3-0) | 제8회 J-네트워크 아마추어 전일본 챔피언십 | 2013.11.03 | 1      | 2:00 | 골드 짐       | -54 kg T 준결승 |
| 승   | 2-0-0     | 하이야마 요시노 | KO         | J-네트워크 J-파이트 신주쿠 vol.32         | 2013.09.01 | 1      | 0:44 | 신주쿠 페이스 | -57 kg 매치     |
| 승   | 1-0-0     | 우시쿠 다마미   | 판정 (3-0) | J-네트워크 J-파이트 & J-걸스 2013 2       | 2013.06.23 | 2      | 1:00 | 신주쿠 페이스 | -54 kg 매치     |

## 같이 보기
- 하나 데이트
- 카렌 데이트
- 나오 데이트
- 현 로드 FC 선수 목록
- 로드 FC 선수 목록
- 로드 FC 기록 목록

## 경기 영상
- Road FC 032, VS 린허친 경기 영상
- J-FIGHT & J-GIRLS 2015 5th, VS 유리 경기 영상
- 제8회 J-NETWORK 아마추어 전일본 챔피언십 - 가을 전쟁, VS 무로나가 마오 경기 영상